# Stazione di Minucciano-Pieve-Casola
Stazione di Minucciano-Pieve-Casola vasútállomás Olaszországban, Minucciano településen.

## Vasútvonalak
Az állomást az alábbi vasútvonalak érintik:
- Aulla Lunigiana–Lucca-vasútvonal

## Kapcsolódó állomások
A vasútállomáshoz az alábbi állomások vannak a legközelebb:
- Stazione di Equi Terme
- Stazione di Piazza al Serchio